# Sköna tempel, Herrens boning
Sköna tempel, Herrens boning är en psalm för kyrkoinvigning, författad av kyrkoherde Johan Peter Sandzén (1830-1904). 
Melodin är en tonsättning av förmodat svenskt ursprung från 1675, funnen i Rappehandskriften, som enligt Koralbok för Nya psalmer, 1921 också är melodin för psalmerna Vänligt över jorden glänser (1819 nr 73) och Upptag, Herre, våra böner (1921 nr 641) och har vissa likheter med Han lever! O min ande, känn (1819 nr 108).

## Publicerad som
- Nr 573 i Nya psalmer 1921, tillägget till 1819 års psalmbok under rubriken "Kyrkan och nådemedlen: Ordets ämbete och församlingslivet: Vid kyrkoinvigning".